# Bunuri mobile din domeniul numismatică clasate în patrimoniul cultural național al României aflate în județul Gorj
Acestă listă conține bunurile mobile din domeniul numismatică clasate în Patrimoniul cultural național al României aflate la momentul clasării în județul Gorj.

## Tezaur
| Foto | Informații generale | Detalii tehnice | Descriere | Deținător                                     | Legături |
| ---- | ------------------- | --- | --- | --------------------------------------------- | -------- |
|      | Denar               | Datare: Sf. sec. II p.Chr. Școală: Roma Descoperit: jud. Gorj, com. ORAȘ BUMBEȘTI-JIU, BUMBEȘTI-JIU, "Gară" - în castrul cu zid de piatră Material: Ag                               | Descriere avers: Cap, dreapta. Descriere revers: Zeița Minerva drapată, cu coif pe cap, stânga, ține în mâna stângă o ramură, iar în dreapta sulița. Legendă revers: MINER. PA[CIF] AVG… | Muzeul Județean „Alexandru Ștefulescu”, Târgu | Cimec    |
|      | Denar               | Datare: Sf. sec II p. Chr. Școală: Roma Descoperit: jud. Gorj, com. ORAȘ BUMBEȘTI-JIU, BUMBEȘTI-JIU, "Gară" - în castrul cu zid de piatră Material: Ag                               | Descriere avers: Bust drapat, laureat, dreapta. Descriere revers: Virtus în picioare, stânga, cu coif pe cap, ține în mâna stângă sulița. Legendă revers: VIRT. AVG.TRP. II COS. II P.P. | Muzeul Județean „Alexandru Ștefulescu”, Târgu | Cimec    |
|      | Denar               | Datare: Sf.sec.II p.Chr. Școală: Emesa Descoperit: jud. Gorj, com. ORAȘ BUMBEȘTI-JIU, BUMBEȘTI-JIU, "Gară" - în castrul cu zid de piatră Material: Ag                                | Descriere avers: Cap laureat, dreapta. Descriere revers: Bonus Eventus în picioare, stânga, ține un coș cu fructe și cornul abundenței. Legendă revers: BONI EVENTVS II COS (var) | Muzeul Județean „Alexandru Ștefulescu”, Târgu | Cimec    |
|      | Denar               | Datare: Sf. sec. II p.Chr. Școală: Emesa Descoperit: jud. Gorj, com. ORAȘ BUMBEȘTI-JIU, BUMBEȘTI-JIU, "Gară" - în castrul cu zid de piatră Material: Ag                              | Descriere avers: Cap laureat, dreapta. Descriere revers: Fortuna în picioare, stânga, cu cârmă și cornucopia. Legendă revers: FORTVN(A) REDUC. | Muzeul Județean „Alexandru Ștefulescu”, Târgu | Cimec    |
|      | Denar               | Datare: Sf.sec. II p. Chr. Școală: Emesa Descoperit: jud. Gorj, com. ORAȘ BUMBEȘTI-JIU, BUMBEȘTI-JIU, "Gară" - în castrul cu zid de piatră Material: Ag                              | Descriere avers: Cap laureat, dreapta. Descriere revers: Moneta în picioare, stânga, ține cornucopia și balanța. Legendă revers: MONET(A) AVG | Muzeul Județean „Alexandru Ștefulescu”, Târgu | Cimec    |
|      | Denar               | Datare: Sf. sec. II p.Chr. Școală: Roma Descoperit: jud. Gorj, com. ORAȘ BUMBEȘTI-JIU, BUMBEȘTI-JIU, "Gară" - în castrul cu zid de piatră Material: Ag                               | Descriere avers: Cap laureat, dreapta. Descriere revers: Jupiter stând pe tron, stânga ține mănunchiul de fulgere și sceptrul. Legendă revers: PM(TRP V) COS II P.P. | Muzeul Județean „Alexandru Ștefulescu”, Târgu | Cimec    |
|      | Denar               | Datare: Sf. sec. II p. Chr. Școală: Roma Descoperit: jud. Gorj, com. ORAȘ BUMBEȘTI-JIU, BUMBEȘTI-JIU, "Gară" - în castrul cu zid de piatră Material: Ag                              | Descriere avers: Cap laureat, dreapta. Descriere revers: Hercule în picioare, dreapta, cu mantia pe umeri și măciuca în mână. Legendă revers: HERCULI [DEFE]NS | Muzeul Județean „Alexandru Ștefulescu”, Târgu | Cimec    |
|      | Denar               | Datare: Sf. sec. II p. Chr. Școală: Roma Descoperit: jud. Gorj, com. ORAȘ BUMBEȘTI-JIU, BUMBEȘTI-JIU, "Gară" - în castrul cu zid de piatră Material: Ag                              | Descriere avers: Bust cuirasat, cap laureat dreapta. Descriere revers: Concordia în centru, privind spre stânga, ține în fiecare mână câte un stindard. Legendă revers: CONCORDIAE MILITVM | Muzeul Județean „Alexandru Ștefulescu”, Târgu | Cimec    |
|      | Denar               | Datare: Înc. sec. III p. Chr. Școală: Roma Descoperit: jud. Gorj, com. ORAȘ BUMBEȘTI-JIU, BUMBEȘTI-JIU, "Gară" - în castrul cu zid de piatră Material: Ag                            | Descriere avers: Bust drapat, cap laureat dreapta. Descriere revers: Doi captivi stând jos la dreapta și stânga, central trofee. Legendă revers: PART: MAX: PMTRP VIIII | Muzeul Județean „Alexandru Ștefulescu”, Târgu | Cimec    |
|      | Denar               | Datare: Sf. sec II , încep. sec III p. Chr. Școală: Roma Descoperit: jud. Gorj, com. ORAȘ BUMBEȘTI-JIU, BUMBEȘTI-JIU, "Gară" - în castrul cu zid de piatră Material: Ag              | Descriere avers: Bust cuirasat, cap laureat dreapta. Descriere revers: Providentia spre stânga, ține în mâna dreaptă o baghetă deasupra unui glob, iar în stânga sceptrul. Legendă revers: PROVID. AVGG. | Muzeul Județean „Alexandru Ștefulescu”, Târgu | Cimec    |
|      | Denar               | Datare: Înc. sec. III p. Chr. Școală: Roma Descoperit: jud. Gorj, com. ORAȘ BUMBEȘTI-JIU, BUMBEȘTI-JIU, "Gară" - în castrul cu zid de piatră Material: Ag                            | Descriere avers: Bust cuirasat, cap laureat dreapta. Descriere revers: Genius mergând, stânga, sacrifică cu patera deasupra unui altar și ține spice. Legendă revers: PMTRP XII COS III P.P. | Muzeul Județean „Alexandru Ștefulescu”, Târgu | Cimec    |
|      | Denar               | Datare: Înc. sec. III p. Chr. Școală: Roma Descoperit: jud. Gorj, com. ORAȘ BUMBEȘTI-JIU, BUMBEȘTI-JIU, "Gară" - în castrul cu zid de piatră Material: Ag                            | Descriere avers: Bust drapat, cuirasat, cap laureat dreapta. Descriere revers: Jupiter nud, stând în picioare, stânga, ține sceptrul și mănunchiul de fulgere. La picioare vulturul. Legendă revers: PMTRP XII(I) COS III P.P. | Muzeul Județean „Alexandru Ștefulescu”, Târgu | Cimec    |
|      | Denar               | Datare: Înc. sec. III p. Chr. Școală: Roma Descoperit: jud. Gorj, com. ORAȘ BUMBEȘTI-JIU, BUMBEȘTI-JIU, "Gară" - în castrul cu zid de piatră Material: Ag                            | Descriere avers: Bust cuirasat, cap laureat dreapta. Descriere revers: Africa stând în picioare, dreapta, are pe cap o pălărie din piele de elefant, având fructe, jos, dreapta, leul. Legendă revers: PMTRP XV COS III P.P. | Muzeul Județean „Alexandru Ștefulescu”, Târgu | Cimec    |
|      | Denar               | Datare: Înc. sec. III p. Chr. Școală: Roma Descoperit: jud. Gorj, com. ORAȘ BUMBEȘTI-JIU, BUMBEȘTI-JIU, "Gară" - în castrul cu zid de piatră Material: Ag                            | Descriere avers: Bust cuirasat, cap laureat dreapta. Descriere revers: Roma în costum militar, șezând pe scut, stânga, ține palladium și lance. Legendă revers: RESTITVTOR VRBIS | Muzeul Județean „Alexandru Ștefulescu”, Târgu | Cimec    |
|      | Denar               | Datare: Sf. sec. II p. Chr. Școală: Roma Descoperit: jud. Gorj, com. ORAȘ BUMBEȘTI-JIU, BUMBEȘTI-JIU, "Gară" - în castrul cu zid de piatră Material: Ag                              | Descriere avers: Bust drapat, cap laureat, dreapta. Descriere revers: Caracalla în ținută millitară stă, stânga, ținând Victoria pe un glob și un sceptru. În fața sa, jos, un prizonier. Legendă revers: PONTIFEX TRP. II | Muzeul Județean „Alexandru Ștefulescu”, Târgu | Cimec    |
|      | Denar               | Datare: Înc. sec. III p. Chr Școală: Roma Descoperit: jud. Gorj, com. ORAȘ BUMBEȘTI-JIU, BUMBEȘTI-JIU, "Gară" - în castrul cu zid de piatră Material: Ag                             | Descriere avers: Bust drapat, cap laureat, dreapta. Descriere revers: Liberalitas stând, stânga, ține tessera și cornocupia. Legendă revers: LIBERALITAS AVGG. V | Muzeul Județean „Alexandru Ștefulescu”, Târgu | Cimec    |
|      | Denar               | Datare: Înc. sec. III p. Chr. Școală: Roma Descoperit: jud. Gorj, com. ORAȘ BUMBEȘTI-JIU, BUMBEȘTI-JIU, "Gară" - în castrul cu zid de piatră Material: Ag                            | Descriere avers: Bust drapat, cap laureat, dreapta. Descriere revers: Împăratul stă, stânga, face sacrificii din pateră peste un tripod aprins, iar în mâna stângă ține un papirus. Legendă revers: VOTASVS CEPTA X | Muzeul Județean „Alexandru Ștefulescu”, Târgu | Cimec    |
|      | Denar               | Datare: Sf. sec. II, încep. sec. III p.Chr. Școală: Laodiceea ad Mare Descoperit: jud. Gorj, com. ORAȘ BUMBEȘTI-JIU, BUMBEȘTI-JIU, "Gară" - în castrul cu zid de piatră Material: Ag | Descriere avers: Bust drapat, cap cu pieptănătură specifică, dreapta. Descriere revers: Laetitia stând în picioare, stânga, ține cununa și cârma. Legendă revers: LAETITIA | Muzeul Județean „Alexandru Ștefulescu”, Târgu | Cimec    |
|      | Denar               | Datare: Înc. sec. III p. Chr. Școală: Roma Descoperit: jud. Gorj, com. ORAȘ BUMBEȘTI-JIU, BUMBEȘTI-JIU, "Gară" - în castrul cu zid de piatră Material: Ag                            | Descriere avers: Bust drapat, cap laureat dreapta. Descriere revers: Serapis stând, stânga, poartă polos, mâna dreaptă înălțată, iar în mâna stângă ține un sceptru, transversal. Legendă revers: PMTRP XVI COS IIII P.P. | Muzeul Județean „Alexandru Ștefulescu”, Târgu | Cimec    |
|      | Denar               | Datare: Sf. sec. II - încep. sec III p. Chr. Școală: Roma Descoperit: jud. Gorj, com. ORAȘ BUMBEȘTI-JIU, BUMBEȘTI-JIU, "Gară" - în castrul cu zid de piatră Material: Ag             | Descriere avers: Bust drapat, cap dreapta. Descriere revers: Geta stând în picioare, stânga, iar la spate se află un stindard. Legendă revers: [PRINC.] IVVEN TVTIS | Muzeul Județean „Alexandru Ștefulescu”, Târgu | Cimec    |
|      | Denar               | Datare: Sf. sec. II - încep. sec. III p. Chr. Școală: Roma Descoperit: jud. Gorj, com. ORAȘ BUMBEȘTI-JIU, BUMBEȘTI-JIU, "Gară" - în castrul cu zid de piatră Material: Ag            | Descriere avers: Bust drapat, cap dreapta. Descriere revers: Securitas șezând pe tron, stânga, ține în mâna dreaptă globul, iar în stânga sceptrul. Legendă revers: SE CVRIT. IMPERII | Muzeul Județean „Alexandru Ștefulescu”, Târgu | Cimec    |
|      | Denar               | Datare: Înc. sec. III p. Chr. Școală: Roma Descoperit: jud. Gorj, com. ORAȘ BUMBEȘTI-JIU, BUMBEȘTI-JIU, "Gară" - în castrul cu zid de piatră Material: Ag                            | Descriere avers: Bust drapat, cap dreapta. Descriere revers: Minerva în picioare cu coif pe cap, stânga, ține în mâna dreaptă o Victorie, în stânga o lance, iar la spate trofee. Legendă revers: MIN ER. VI CTRIX | Muzeul Județean „Alexandru Ștefulescu”, Târgu | Cimec    |
|      | Denar               | Datare: prima jumătate a sec. III p. Chr. Școală: Roma Descoperit: jud. Gorj, com. ORAȘ BUMBEȘTI-JIU, BUMBEȘTI-JIU, "Gară" - în castrul cu zid de piatră Material: Ag                | Descriere avers: Bust drapat, cuirasat, cap laureat, dreapta. Descriere revers: Mars cu cască, nud, mantaua flutură în spate, mergând dreapta, ține lancea transversal cu vârful în sus, poartă un trofeu pe umărul stâng. Legendă revers: MAR S VICTOR                                                                                 | Muzeul Județean „Alexandru Ștefulescu”, Târgu | Cimec    |
|      | Antoninian          | Datare: prima jumătate a sec. III p. Chr. Școală: Roma Descoperit: jud. Gorj, com. ORAȘ BUMBEȘTI-JIU, BUMBEȘTI-JIU, "Gară" - în castrul cu zid de piatră Material: Ag                | Descriere avers: Bust drapat, cuirasat, pe cap coroană radiată, dreapta. Descriere revers: Fides în picioare stânga, capul întors spre dreapta, ține în mâini un vexilum și un stindard. Legendă revers: FIDES [MI]LITV M | Muzeul Județean „Alexandru Ștefulescu”, Târgu | Cimec    |
|      | Denar               | Datare: prima jumătate a sec. III p. Chr. Școală: Roma Descoperit: jud. Gorj, com. ORAȘ BUMBEȘTI-JIU, BUMBEȘTI-JIU, "Gară" - în castrul cu zid de piatră Material: Ag                | Descriere avers: Bust drapat și cuirasat, cap laureat dreapta. Descriere revers: Laetiția stând în picioare, stânga, ține patera și cârma pe un glob. Legendă revers: LAETIT IA PVBL. | Muzeul Județean „Alexandru Ștefulescu”, Târgu | Cimec    |
|      | Denar               | Datare: prima jumătate a sec. III p. Chr. Școală: Roma Descoperit: jud. Gorj, com. ORAȘ BUMBEȘTI-JIU, BUMBEȘTI-JIU, "Gară" - în castrul cu zid de piatră Material: Ag                | Descriere avers: Bust drapat, cuirasat, cap laureat dreapta. Descriere revers: Vulturul legionar, ce stă pe scuturi rotunde și ovale, în centru între două stindarde. Legendă revers: FIDES MILITVM | Muzeul Județean „Alexandru Ștefulescu”, Târgu | Cimec    |
|      | Denar               | Datare: prima jumătate a sec. III p. Chr. Școală: Roma Descoperit: jud. Gorj, com. ORAȘ BUMBEȘTI-JIU, BUMBEȘTI-JIU, "Gară" - în castrul cu zid de piatră Material: Ag                | Descriere avers: Bust drapat, cap laureat dreapta. Descriere revers: Libertas în picioare spre stânga, cu pileus și sceptru; în câmp o stea. Legendă revers: LIBERTAS AVG | Muzeul Județean „Alexandru Ștefulescu”, Târgu | Cimec    |
|      | Denar               | Datare: prima jumătate a sec. III p. Chr. Școală: Roma Descoperit: jud. Gorj, com. ORAȘ BUMBEȘTI-JIU, BUMBEȘTI-JIU, "Gară" - în castrul cu zid de piatră Material: AE argintat       | Descriere avers: Bust drapat, cap laureat, dreapta. Descriere revers: Împăratul în picioare cu mantie lungă, stânga, face sacrificii din patera peste un altar aprins, iar în mâna stânga ține o ramură; în câmp o stea mare. Legendă revers: SVMMVSSACERDOS AVG.                                                                       | Muzeul Județean „Alexandru Ștefulescu”, Târgu | Cimec    |
|      | Denar               | Datare: prima jumătate a sec. III p. Chr. Școală: Antiohia (Roma?) Descoperit: jud. Gorj, com. ORAȘ BUMBEȘTI-JIU, BUMBEȘTI-JIU, "Gară" - în castrul cu zid de piatră Material: Ag    | Descriere avers: Bust drapat, cap laureat dreapta. Descriere revers: Elagabal în picioare cu mantie lungă, stânga, face sacrificii cu patera peste un altar aprins, ține măciuca în mâna stângă; o stea mare în câmp. Legendă revers: PMTRP V COS IIII P.P.                                                                             | Muzeul Județean „Alexandru Ștefulescu”, Târgu | Cimec    |
|      | Denar               | Datare: prima jumătate a sec. III p. Chr. Școală: Antiohia Descoperit: jud. Gorj, com. ORAȘ BUMBEȘTI-JIU, BUMBEȘTI-JIU, "Gară" - în castrul cu zid de piatră Material: Ag            | Descriere avers: Bust drapat, cap cu pieptănătură specifică, dreapta. Descriere revers: Concordia stând în picioare, stânga, ține în mâna dreaptă patera deasupra unui altar, iar în stânga cornucopia; în câmp o stea. Legendă revers: CONCORDIA                                                                                       | Muzeul Județean „Alexandru Ștefulescu”, Târgu | Cimec    |
|      | Denar               | Datare: prima jumătate a sec. III p. Chr. Școală: Antiohia Descoperit: jud. Gorj, com. ORAȘ BUMBEȘTI-JIU, BUMBEȘTI-JIU, "Gară" - în castrul cu zid de piatră Material: Ag            | Descriere avers: Bust drapat, cap cu pieptănătură specifică, dreapta. Descriere revers: Elagabalus, dreapta și Aquilia Severa, stânga, ținându-se de mâini. Legendă revers: CONCORDIA | Muzeul Județean „Alexandru Ștefulescu”, Târgu | Cimec    |
|      | Denar               | Datare: prima jumătate a sec. III p.Chr. Școală: Roma Descoperit: jud. Gorj, com. ORAȘ BUMBEȘTI-JIU, BUMBEȘTI-JIU, "Gară" - în castrul cu zid de piatră Material: AE argintat        | Descriere avers: Bust drapat, cap cu pieptănătură specifică, dreapta. Descriere revers: Venus cu diademă, așezată, stânga, ține un măr în mâna dreaptă și sceptrul în stânga; în câmp stea. Legendă revers: VENVS CELESTIS | Muzeul Județean „Alexandru Ștefulescu”, Târgu | Cimec    |
|      | Denar               | Datare: prima jumătate a sec. III p. Chr. Școală: Roma Descoperit: jud. Gorj, com. ORAȘ BUMBEȘTI-JIU, BUMBEȘTI-JIU, "Gară" - în castrul cu zid de piatră Material: AE argintat       | Descriere avers: Bust drapat, cap cu pieptănătură specifică, dreapta. Descriere revers: Iuno în picioare, stânga, ține în mâna dreapta patera, iar în stânga sulița. Legendă revers: IV[N]O | Muzeul Județean „Alexandru Ștefulescu”, Târgu | Cimec    |
|      | Denar               | Datare: prima jumătate a sec. III p. Chr. Școală: Roma Descoperit: jud. Gorj, com. ORAȘ BUMBEȘTI-JIU, BUMBEȘTI-JIU, "Gară" - în castrul cu zid de piatră Material: Ag                | Descriere avers: Bust drapat, cap cu pieptănătură specifică, dreapta. Descriere revers: Iuno în picioare, stânga, ține în mâna dreaptă patera, iar în stânga sulița. Legendă revers: IVNO | Muzeul Județean „Alexandru Ștefulescu”, Târgu | Cimec    |
|      | Denar               | Datare: prima jumătate a sec. III p. Chr. Școală: Roma Descoperit: jud. Gorj, com. ORAȘ BUMBEȘTI-JIU, BUMBEȘTI-JIU, "Gară" - în castrul cu zid de piatră Material: Ag                | Descriere avers: Bust drapat, cap cu pieptănătură specifică, dreapta. Descriere revers: Pudicitia voalată șezând, stânga, ridică vălul cu mâna dreaptă, iar în stânga ține sceptrul. Legendă revers: PVDICITIA | Muzeul Județean „Alexandru Ștefulescu”, Târgu | Cimec    |
|      | Denar               | Datare: prima jumătate a sec. III p. Chr. Școală: Roma Descoperit: jud. Gorj, com. ORAȘ BUMBEȘTI-JIU, BUMBEȘTI-JIU, "Gară" - în castrul cu zid de piatră Material: Ag                | Descriere avers: Bust drapat, cap cu pieptănătură specifică, dreapta. Descriere revers: Pudicitia voalată șezând, stânga, ridică vălul cu mâna dreaptă, iar în stânga ține sceptrul. Legendă revers: PVDICITIA | Muzeul Județean „Alexandru Ștefulescu”, Târgu | Cimec    |
|      | Denar               | Datare: prima jumătate a sec. III p. Chr. Școală: Roma Descoperit: jud. Gorj, com. ORAȘ BUMBEȘTI-JIU, BUMBEȘTI-JIU, "Gară" - în castrul cu zid de piatră Material: Ag                | Descriere avers: Bust drapat, cap cu pieptănătură specifică, dreapta. Descriere revers: Pudicitia voalată șezând, stânga, ridică vălul cu mâna dreaptă, iar în stânga ține sceptrul. Legendă revers: PVDICITIA | Muzeul Județean „Alexandru Ștefulescu”, Târgu | Cimec    |
|      | Denar               | Datare: prima jumătate a sec. III p. Chr. Școală: Roma Descoperit: jud. Gorj, com. ORAȘ BUMBEȘTI-JIU, BUMBEȘTI-JIU, "Gară" - în castrul cu zid de piatră Material: Ag                | Descriere avers: Bust drapat, cap cu pieptănătură specifică, dreapta. Descriere revers: Pudicitia voalată șezând, stânga, cu mâna dreaptă ridică vălul, iar în stânga ține sceptrul. Legendă revers: PVDICITIA | Muzeul Județean „Alexandru Ștefulescu”, Târgu | Cimec    |
|      | Denar               | Datare: prima jumătate a sec. III p. Chr. Școală: Roma Descoperit: jud. Gorj, com. ORAȘ BUMBEȘTI-JIU, BUMBEȘTI-JIU, "Gară" - în castrul cu zid de piatră Material: Ag                | Descriere avers: Bust drapat, cap laureat dreapta. Descriere revers: Mars în picioare, stânga, ține în mâna dreaptă o ramură de măslin, iar în stânga o suliță. Legendă revers: PMTRP COS P.P. | Muzeul Județean „Alexandru Ștefulescu”, Târgu | Cimec    |
|      | Denar               | Datare: prima jumătatea a sec. III p. Chr. Școală: Roma Descoperit: jud. Gorj, com. ORAȘ BUMBEȘTI-JIU, BUMBEȘTI-JIU, "Gară" - în castrul cu zid de piatră Material: Ag               | Descriere avers: Bust drapat, cap laureat dreapta. Descriere revers: Jupiter stând în picioare, stânga, cu mantia pe spate peste brațul drept, ține mănunchiul de fulgere și sceptrul. Legendă revers: PMTRP II COS P.P. | Muzeul Județean „Alexandru Ștefulescu”, Târgu | Cimec    |
|      | Denar               | Datare: prima jumătate a sec.III p. Chr. Școală: Roma Descoperit: jud. Gorj, com. ORAȘ BUMBEȘTI-JIU, BUMBEȘTI-JIU, "Gară" - în castrul cu zid de piatră Material: Ag                 | Descriere avers: Bust drapat, cap laureat dreapta. Descriere revers: Mars în picioare cu coif, stânga, ține în mâna dreaptă ramura de măslin și în stânga sulița. Legendă revers: PMTRP II COS. P.P. | Muzeul Județean „Alexandru Ștefulescu”, Târgu | Cimec    |
|      | Denar               | Datare: prima jumătate a sec.III p. Chr. Școală: Roma Descoperit: jud. Gorj, com. ORAȘ BUMBEȘTI-JIU, BUMBEȘTI-JIU, "Gară" - în castrul cu zid de piatră Material: Ag                 | Descriere avers: Bust drapat, cap laureat dreapta. Descriere revers: Jupiter stând în picioare, stânga, cu mantia pe spate peste brațul drept, ține mănunchiul de fulgere și sceptrul. Legendă revers: PMTRP III COS.P.P. | Muzeul Județean „Alexandru Ștefulescu”, Târgu | Cimec    |
|      | Denar               | Datare: prima jumătate a sec III p. Chr. Școală: Roma Descoperit: jud. Gorj, com. ORAȘ BUMBEȘTI-JIU, BUMBEȘTI-JIU, "Gară" - în castrul cu zid de piatră Material: Ag                 | Descriere avers: Bust drapat, cap laureat dreapta. Descriere revers: Salus așezată, stânga, hrănind un șarpe, încolăcit în jurul unui altar. Are cotul stâng sprijinit pe scaun. Legendă revers: PMTRP III COS P.P. | Muzeul Județean „Alexandru Ștefulescu”, Târgu | Cimec    |
|      | Denar               | Datare: prima jumătate a sec.III p. Chr. Școală: Roma Descoperit: jud. Gorj, com. ORAȘ BUMBEȘTI-JIU, BUMBEȘTI-JIU, "Gară" - în castrul cu zid de piatră Material: Ag                 | Descriere avers: Bust drapat, cap laureat, dreapta. Descriere revers: Anona stând în picioare, stânga, ținând cornul abundenței, iar la picioare, în partea stângă, modius. Legendă revers: ANNONA AVG. | Muzeul Județean „Alexandru Ștefulescu”, Târgu | Cimec    |
|      | Denar               | Datare: prima jumătate a sec. III p. Chr. Școală: Roma Descoperit: jud. Gorj, com. ORAȘ BUMBEȘTI-JIU, BUMBEȘTI-JIU, "Gară" - în castrul cu zid de piatră Material: Ag                | Descriere avers: Bust drapat, cap laureat, dreapta Descriere revers: Libertas stând în picioare, stânga, cu pileus și cornucopia. Legendă revers: LIBERTAS | Muzeul Județean „Alexandru Ștefulescu”, Târgu | Cimec    |
|      | Denar               | Datare: prima jumătate a sec. III p. Chr. Școală: Antiohia Descoperit: jud. Gorj, com. ORAȘ BUMBEȘTI-JIU, BUMBEȘTI-JIU, "Gară" - în castrul cu zid de piatră Material: Ag            | Descriere avers: Bust drapat, cap laureat dreapta. Descriere revers: Concordia stând pe tron, stânga, ține în mâna dreaptă patera, iar în stânga cornucopia. Legendă revers: CONCORDIA | Muzeul Județean „Alexandru Ștefulescu”, Târgu | Cimec    |
|      | Denar               | Datare: prima jumătate a sec. III p.Chr. Școală: Roma Descoperit: jud. Gorj, com. ORAȘ BUMBEȘTI-JIU, BUMBEȘTI-JIU, "Gară" - în castrul cu zid de piatră Material: Ag                 | Descriere avers: Bust drapat, cap laureat dreapta Descriere revers: Anona stând în picioare, stânga, ține în mâini patera și cornucopia, iar la picioare se află un modius. Legendă revers: ANNONA AVG. | Muzeul Județean „Alexandru Ștefulescu”, Târgu | Cimec    |
|      | Denar               | Datare: prima jumătate a sec. III p. Chr. Școală: Roma Descoperit: jud. Gorj, com. ORAȘ BUMBEȘTI-JIU, BUMBEȘTI-JIU, "Gară" - în castrul cu zid de piatră Material: Ag                | Descriere avers: Bust drapat, cap laureat dreapta. Descriere revers: Severus Alexander stând în picioare, stânga, ține în mâna dreaptă patera și face sacrificii deasupra unui altar. Legendă revers: PMTRP V COS II P.P. | Muzeul Județean „Alexandru Ștefulescu”, Târgu | Cimec    |
|      | Denar               | Datare: prima jumătate a sec.III p. Chr. Școală: Roma Descoperit: jud. Gorj, com. ORAȘ BUMBEȘTI-JIU, BUMBEȘTI-JIU, "Gară" - în castrul cu zid de piatră Material: Ag                 | Descriere avers: Bust drapat, cap laureat dreapta. Descriere revers: Pax alergând stânga, ține o ramură de măslin și sceptrul. Legendă revers: PMTRP VI COS II P.P. | Muzeul Județean „Alexandru Ștefulescu”, Târgu | Cimec    |
|      | Denar               | Datare: prima jumătate a sec. III p. Chr. Școală: Roma Descoperit: jud. Gorj, com. ORAȘ BUMBEȘTI-JIU, BUMBEȘTI-JIU, "Gară" - în castrul cu zid de piatră Material: Ag                | Descriere avers: Bust drapat, cap laureat dreapta. Descriere revers: Împăratul laureat mergând spre stânga, ține în mâna dreaptă o ramură de măslin, iar în stânga sceptrul. Legendă revers: PMTRP VI COS II P.P. | Muzeul Județean „Alexandru Ștefulescu”, Târgu | Cimec    |
|      | Denar               | Datare: prima jumătate a sec. III p. Chr. Școală: Roma Descoperit: jud. Gorj, com. ORAȘ BUMBEȘTI-JIU, BUMBEȘTI-JIU, "Gară" - în castrul cu zid de piatră Material: Ag                | Descriere avers: Bust drapat, cap laureat dreapta. Descriere revers: Împăratul stând în picioare, stânga, cu patera face sacrificii deasupra unui tripod, iar în stânga ține un pergament. Legendă revers: PMTRP VI COS II P.P. | Muzeul Județean „Alexandru Ștefulescu”, Târgu | Cimec    |
|      | Denar               | Datare: prima jumătate a sec. III p. Chr. Școală: Roma Descoperit: jud. Gorj, com. ORAȘ BUMBEȘTI-JIU, BUMBEȘTI-JIU, "Gară" - în castrul cu zid de piatră Material: Ag                | Descriere avers: Bust drapat, cap laureat dreapta. Descriere revers: Mars mergând, dreapta, ține sulița și stindardul pe umăr. Legendă revers: PMTRP VII COS II P.P. | Muzeul Județean „Alexandru Ștefulescu”, Târgu | Cimec    |
|      | Denar               | Datare: prima jumătate a sec. III p. Chr. Școală: Roma Descoperit: jud. Gorj, com. ORAȘ BUMBEȘTI-JIU, BUMBEȘTI-JIU, "Gară" - în castrul cu zid de piatră Material: Ag                | Descriere avers: Bust drapat, cap laureat dreapta. Descriere revers: Împăratul stând, stânga, cu patera face sacrificii deasupra unui tripod, ținând în mâna stângă un pergament. Legendă revers: PMTRP VII COS II P.P. | Muzeul Județean „Alexandru Ștefulescu”, Târgu | Cimec    |
|      | Denar               | Datare: prima jumătate a sec. III p. Chr. Școală: Roma Descoperit: jud. Gorj, com. ORAȘ BUMBEȘTI-JIU, BUMBEȘTI-JIU, "Gară" - în castrul cu zid de piatră Material: Ag                | Descriere avers: Bust drapat, cap laureat dreapta. Descriere revers: Mars mergând, dreapta, ține sulița și stindardul pe umăr. Legendă revers: PMTRP VII COS II P.P. | Muzeul Județean „Alexandru Ștefulescu”, Târgu | Cimec    |
|      | Denar               | Datare: prima jumătate a sec. III p. Chr. Școală: Roma Descoperit: jud. Gorj, com. ORAȘ BUMBEȘTI-JIU, BUMBEȘTI-JIU, "Gară" - în castrul cu zid de piatră Material: Ag                | Descriere avers: Bust drapat, cap laureat, dreapta. Descriere revers: Mars cu coif mergând, stânga, ține cu mâna dreaptă mantia și ramura de măslin și în stânga sulița și scutul. Legendă revers: PMTRP VIII COS III P.P. | Muzeul Județean „Alexandru Ștefulescu”, Târgu | Cimec    |
|      | Denar               | Datare: prima jumătate a sec. III p. Chr. Școală: Roma Descoperit: jud. Gorj, com. ORAȘ BUMBEȘTI-JIU, BUMBEȘTI-JIU, "Gară" - în castrul cu zid de piatră Material: Ag                | Descriere avers: Bust drapat, cap laureat dreapta. Descriere revers: Mars cu coif mergând, stânga, ține în mâna dreaptă mantia și ramura de măslin, iar în stânga sulița. Legendă revers: PMTRP VIII COS III P.P. | Muzeul Județean „Alexandru Ștefulescu”, Târgu | Cimec    |
|      | Denar               | Datare: prima jumătate a sec. III p. Chr. Școală: Roma Descoperit: jud. Gorj, com. ORAȘ BUMBEȘTI-JIU, BUMBEȘTI-JIU, "Gară" - în castrul cu zid de piatră Material: Ag                | Descriere avers: Bust drapat, cap laureat dreapta. Descriere revers: Pax aleargă, stânga, ținând în mâna dreaptă ramura de măslin, iar în stânga sceptrul. Legendă revers: PAX AVG. | Muzeul Județean „Alexandru Ștefulescu”, Târgu | Cimec    |
|      | Denar               | Datare: prima jumătate a sec. III p. Chr. Școală: Roma Descoperit: jud. Gorj, com. ORAȘ BUMBEȘTI-JIU, BUMBEȘTI-JIU, "Gară" - în castrul cu zid de piatră Material: Ag                | Descriere avers: Bust drapat, cap laureat, dreapta. Descriere revers: Victoria alergând, stânga, ține o cunună de lauri (palmier). Legendă revers: VICTORIA AVG. | Muzeul Județean „Alexandru Ștefulescu”, Târgu | Cimec    |
|      | Denar               | Datare: prima jumătate a sec. III p. Chr. Școală: Roma Descoperit: jud. Gorj, com. ORAȘ BUMBEȘTI-JIU, BUMBEȘTI-JIU, "Gară" - în castrul cu zid de piatră Material: Ag                | Descriere avers: Bust drapat, cap laureat dreapta. Descriere revers: Anona stând, dreapta,cu cârma pe glob și modius, piciorul stâng pe proră. Legendă revers: ANNONA AVG. | Muzeul Județean „Alexandru Ștefulescu”, Târgu | Cimec    |
|      | Denar               | Datare: prima jumătate a sec. III p. Chr. Școală: Roma Descoperit: jud. Gorj, com. ORAȘ BUMBEȘTI-JIU, BUMBEȘTI-JIU, "Gară" - în castrul cu zid de piatră Material: Ag                | Descriere avers: Bust drapat, cap laureat dreapta Descriere revers: Abundantia în picioare spre dreapta, golind cornucopia ținut cu ambele mâini. Legendă revers: ABVNDANTIA AVG. | Muzeul Județean „Alexandru Ștefulescu”, Târgu | Cimec    |
|      | Denar               | Datare: prima jumătate a sec. III p. Chr. Școală: Roma Descoperit: jud. Gorj, com. ORAȘ BUMBEȘTI-JIU, BUMBEȘTI-JIU, "Gară" - în castrul cu zid de piatră Material: Ag                | Descriere avers: Bust drapat, cap laureat, dreapta. Descriere revers: Abundantia în picioare spre dreapta, golind cornucopia ținut cu ambele mâini. Legendă revers: ABVNDANTIA AVG. | Muzeul Județean „Alexandru Ștefulescu”, Târgu | Cimec    |
|      | Denar               | Datare: prima jumătate a sec. III p. Chr. Școală: Roma Descoperit: jud. Gorj, com. ORAȘ BUMBEȘTI-JIU, BUMBEȘTI-JIU, "Gară" - în castrul cu zid de piatră Material: Ag                | Descriere avers: Bust drapat, cap laureat dreapta. Descriere revers: Anona în picioare spre stânga, ține cornucopia și ancora, iar la picioare modius. Legendă revers: ANNONA AVG. | Muzeul Județean „Alexandru Ștefulescu”, Târgu | Cimec    |
|      | Denar               | Datare: prima jumătate a sec.III p. Chr. Școală: Roma Descoperit: jud. Gorj, com. ORAȘ BUMBEȘTI-JIU, BUMBEȘTI-JIU, "Gară" - în castrul cu zid de piatră Material: AE argintat        | Descriere avers: Bust drapat, cap laureat dreapta. Descriere revers: Anona stând, stânga, piciorul drept pe proră, ținând două spice și cornucopia. Legendă revers: ANNONA AVG. | Muzeul Județean „Alexandru Ștefulescu”, Târgu | Cimec    |
|      | Denar               | Datare: prima jumătate a sec. III p. Chr. Școală: Roma Descoperit: jud. Gorj, com. ORAȘ BUMBEȘTI-JIU, BUMBEȘTI-JIU, "Gară" - în castrul cu zid de piatră Material: Ag                | Descriere avers: Bust drapat, cap laureat dreapta. Descriere revers: Perpetuitas sau Securitas stând, stânga, ține în mâna dreaptă globul, iar în dreapta, transversal, sceptrul și se sprijină de o coloană. Legendă revers: PERPETVITA[TI AVG.]                                                                                       | Muzeul Județean „Alexandru Ștefulescu”, Târgu | Cimec    |
|      | Denar               | Datare: prima jumătate a sec. III p. Chr. Școală: Roma Descoperit: jud. Gorj, com. ORAȘ BUMBEȘTI-JIU, BUMBEȘTI-JIU, "Gară" - în castrul cu zid de piatră Material: Ag                | Descriere avers: Bust drapat, cap laureat dreapta. Descriere revers: Victoria stând, stânga, ține în mâna dreaptă o cunună, iar în stânga ramura de palmier. Legendă revers: VICTORIA AVG. | Muzeul Județean „Alexandru Ștefulescu”, Târgu | Cimec    |
|      | Denar               | Datare: prima jumătate a sec.III p. Chr. Școală: Roma Descoperit: jud. Gorj, com. ORAȘ BUMBEȘTI-JIU, BUMBEȘTI-JIU, "Gară" - în castrul cu zid de piatră Material: Ag                 | Descriere avers: Bust drapat, cap laureat dreapta. Descriere revers: Virtus șezând, stânga, cu coif, ține în mâna dreaptă o ramură, iar în stânga sulița cu vârful în jos. Legendă revers: VIRTVS AVG. | Muzeul Județean „Alexandru Ștefulescu”, Târgu | Cimec    |
|      | Denar               | Datare: prima jumătate a sec. III p. Chr. Școală: Roma Descoperit: jud. Gorj, com. ORAȘ BUMBEȘTI-JIU, BUMBEȘTI-JIU, "Gară" - în castrul cu zid de piatră Material: Ag                | Descriere avers: Bust drapat, cap laureat dreapta. Descriere revers: Virtus șezând, stânga, cu coif, ține în mâna dreaptă o ramură, iar în stânga sulița cu vârful în jos. Legendă revers: VIRTVS AVG. | Muzeul Județean „Alexandru Ștefulescu”, Târgu | Cimec    |
|      | Denar               | Datare: prima jumătate a sec. III p. Chr. Școală: Roma Descoperit: jud. Gorj, com. ORAȘ BUMBEȘTI-JIU, BUMBEȘTI-JIU, "Gară" - în castrul cu zid de piatră Material: Ag                | Descriere avers: Bust drapat, cap laureat dreapta. Descriere revers: Romulus, cu capul descoperit, mergând, dreapta, cu sulița transversal și trofeu pe umăr. Legendă revers: VIRTVS AVG. | Muzeul Județean „Alexandru Ștefulescu”, Târgu | Cimec    |
|      | Denar               | Datare: prima jumătate a sec. III p. Chr. Școală: Roma Descoperit: jud. Gorj, com. ORAȘ BUMBEȘTI-JIU, BUMBEȘTI-JIU, "Gară" - în castrul cu zid de piatră Material: Ag                | Descriere avers: Bust drapat, cap laureat, dreapta Descriere revers: Mars mergând, dreapta, în costum militar și coif, ține în mâna dreaptă sulița transversal și scutul în stânga. Legendă revers: MARS VLTOR | Muzeul Județean „Alexandru Ștefulescu”, Târgu | Cimec    |
|      | Denar               | Datare: prima jumătate a sec. III p. Chr. Școală: Roma Descoperit: jud. Gorj, com. ORAȘ BUMBEȘTI-JIU, BUMBEȘTI-JIU, "Gară" - în castrul cu zid de piatră Material: Ag                | Descriere avers: Bust drapat, cap laureat dreapta. Descriere revers: Spes mergând, stânga, ține în mâna dreaptă o floare, iar cu stânga își ridică veșmântul. Legendă revers: SPES P VBLICA | Muzeul Județean „Alexandru Ștefulescu”, Târgu | Cimec    |
|      | Denar               | Datare: prima jumătate a sec. III p. Chr. Școală: Roma Descoperit: jud. Gorj, com. ORAȘ BUMBEȘTI-JIU, BUMBEȘTI-JIU, "Gară" - în castrul cu zid de piatră Material: Ag                | Descriere avers: Bust drapat, cap laureat dreapta. Descriere revers: Spes mergând, stânga, ține în mâna dreaptă o floare, iar cu stânga își ridică veșmântul. Legendă revers: SPE SPVBLICA | Muzeul Județean „Alexandru Ștefulescu”, Târgu | Cimec    |
|      | Denar               | Datare: prima jumătate a sec. III p. Chr. Școală: Roma Descoperit: jud. Gorj, com. ORAȘ BUMBEȘTI-JIU, BUMBEȘTI-JIU, "Gară" - în castrul cu zid de piatră Material: Ag                | Descriere avers: Bust drapat, pe cap diademă și pieptănătură specifică, dreapta. Descriere revers: Fecunditas în picioare spre stânga, cu mâna dreaptă deasupra unui copil ce stă spre dreapta cu brațele ridicate, iar în stânga ține cornucopia. Legendă revers: FECVND. AVGVSTAE                                                     | Muzeul Județean „Alexandru Ștefulescu”, Târgu | Cimec    |
|      | Denar               | Datare: prima jumătate a sec. III p. Chr. Școală: Roma Descoperit: jud. Gorj, com. ORAȘ BUMBEȘTI-JIU, BUMBEȘTI-JIU, "Gară" - în castrul cu zid de piatră Material: Ag                | Descriere avers: Bust drapat, pe cap diademă și pieptănătură specifică, dreapta. Descriere revers: Fecunditas șezând, stânga, ține mâna dreaptă deasupra unui copil, iar cu stânga se reazemă pe scaun. Legendă revers: FECVND. AVGVSTAE                                                                                                | Muzeul Județean „Alexandru Ștefulescu”, Târgu | Cimec    |
|      | Denar               | Datare: prima jumătate a sec. III p. Chr. Școală: Roma Descoperit: jud. Gorj, com. ORAȘ BUMBEȘTI-JIU, BUMBEȘTI-JIU, "Gară" - în castrul cu zid de piatră Material: Ag                | Descriere avers: Bust drapat, cap cu pieptănătură specifică, dreapta. Descriere revers: Iuno cu diademă și voal, stând stânga, ține patera și sceptrul, la picioare un păun. Legendă revers: IVNO CONSERVATRIX | Muzeul Județean „Alexandru Ștefulescu”, Târgu | Cimec    |
|      | Denar               | Datare: prima jumătate a sec. III p. Chr. Școală: Roma Descoperit: jud. Gorj, com. ORAȘ BUMBEȘTI-JIU, BUMBEȘTI-JIU, "Gară" - în castrul cu zid de piatră Material: Ag                | Descriere avers: Bust drapat, cap cu pieptănătură specifică, dreapta. Descriere revers: Iuno cu diademă și voal, stând stânga, ține patera și sceptrul, la picioare un păun. Legendă revers: IVNO CONSERVATRIX | Muzeul Județean „Alexandru Ștefulescu”, Târgu | Cimec    |
|      | Denar               | Datare: prima jumătate a sec. III p. Chr. Școală: Roma Descoperit: jud. Gorj, com. ORAȘ BUMBEȘTI-JIU, BUMBEȘTI-JIU, "Gară" - în castrul cu zid de piatră Material: Ag                | Descriere avers: Bust drapat, pe cap diademă, pieptănătură specifică, dreapta. Descriere revers: Venus stând, stânga, ține un măr și sceptrul, iar la picioare Cupidon cu mâinile întinse spre ea. Legendă revers: VENUS GENETRIX | Muzeul Județean „Alexandru Ștefulescu”, Târgu | Cimec    |
|      | Denar               | Datare: prima jumătate a sec. III p. Chr. Școală: Roma Descoperit: jud. Gorj, com. ORAȘ BUMBEȘTI-JIU, BUMBEȘTI-JIU, "Gară" - în castrul cu zid de piatră Material: Ag                | Descriere avers: Bust drapat, pe cap diademă, pieptănătură specifică, dreapta. Descriere revers: Venus în picioare, stânga, ține un coif în mâna dreaptă și lancea cu vârful în sus. Legendă revers: VENVS VICTRIX | Muzeul Județean „Alexandru Ștefulescu”, Târgu | Cimec    |
|      | Denar               | Datare: prima jumătate a sec. III p. Chr. Școală: Roma Descoperit: jud. Gorj, com. ORAȘ BUMBEȘTI-JIU, BUMBEȘTI-JIU, "Gară" - în castrul cu zid de piatră Material: Ag                | Descriere avers: Bust drapat, pe cap diademă, pieptănătură specifică, dreapta. Descriere revers: Vesta cu voal, în picioare spre stânga, ține în mâna dreaptă paladium, iar în stânga sceptrul. Legendă revers: VESTA | Muzeul Județean „Alexandru Ștefulescu”, Târgu | Cimec    |
|      | Denar               | Datare: prima jumătate a sec. III p. Chr. Școală: Roma Descoperit: jud. Gorj, com. ORAȘ BUMBEȘTI-JIU, BUMBEȘTI-JIU, "Gară" - în castrul cu zid de piatră Material: Ag                | Descriere avers: Bust drapat, pe cap diademă, pieptănătură specifică, dreapta. Descriere revers: Vesta cu voal, în picioare spre stânga, ține în mâna dreaptă paladium, iar în stânga sceptrul. Legendă revers: [V]ES[TA] | Muzeul Județean „Alexandru Ștefulescu”, Târgu | Cimec    |
|      | Denar               | Datare: prima jumătate a sec.III p. Chr. Școală: Roma Descoperit: jud. Gorj, com. ORAȘ BUMBEȘTI-JIU, BUMBEȘTI-JIU, "Gară" - în castrul cu zid de piatră Material: Ag                 | Descriere avers: Bust drapat, cap laureat dreapta. Descriere revers: Pax în picioare spre stânga, ține în mâna dreaptă ramura de măslin și în stânga, transversal, sceptrul. Legendă revers: PAX AVGVSTI | Muzeul Județean „Alexandru Ștefulescu”, Târgu | Cimec    |
|      | Antoninian          | Datare: prima jumătate a sec. III p. Chr. Școală: Roma Descoperit: jud. Gorj, com. ORAȘ BUMBEȘTI-JIU, BUMBEȘTI-JIU, "Gară" - în castrul cu zid de piatră Material: Ag                | Descriere avers: Bust drapat, cuirasat, pe cap coroană radiată, dreapta. Descriere revers: Pax în picioare spre stânga, ținând în mâna dreaptă ramura de măslin, iar în stânga, transversal, sceptrul. Legendă revers: PAX AVGVSTI | Muzeul Județean „Alexandru Ștefulescu”, Târgu | Cimec    |
|      | Antoninian          | Datare: prima jumătate a sec. III p. Chr. Școală: Roma Descoperit: jud. Gorj, com. ORAȘ BUMBEȘTI-JIU, BUMBEȘTI-JIU, "Gară" - în castrul cu zid de piatră Material: Ag                | Descriere avers: Bust drapat, cuirasat, pe cap coroană radiată, dreapta. Descriere revers: Roma, în ținută militară, așezată pe scut, stânga, ține în mâna dreaptă Victoriola și în stânga o lance. Legendă revers: ROMAE AETERNAE | Muzeul Județean „Alexandru Ștefulescu”, Târgu | Cimec    |
|      | Antoninian          | Datare: prima jumătate a sec. III p. Chr. Școală: Roma Descoperit: jud. Gorj, com. ORAȘ BUMBEȘTI-JIU, BUMBEȘTI-JIU, "Gară" - în castrul cu zid de piatră Material: Ag                | Descriere avers: Bust drapat, cuirasat, pe cap coroană radiată, dreapta. Descriere revers: Sol în picioare, capul spre stânga, ridicând brațul drept și ținând globul cu stânga. Legendă revers: AETERNI TATI AVG. | Muzeul Județean „Alexandru Ștefulescu”, Târgu | Cimec    |
|      | Antoninian          | Datare: prima jumătate a sec. III p. Chr. Școală: Roma Descoperit: jud. Gorj, com. ORAȘ BUMBEȘTI-JIU, BUMBEȘTI-JIU, "Gară" - în castrul cu zid de piatră Material: Ag                | Descriere avers: Bust drapat, cuirasat, pe cap coroană radiată, dreapta. Descriere revers: Letiția în picioare, capul spre stânga, ține în mâna dreaptă cununa, iar în stânga ancora. Legendă revers: LAETITIA AVG. N. | Muzeul Județean „Alexandru Ștefulescu”, Târgu | Cimec    |
|      | Denar               | Datare: prima jumătate a sec. III p. Chr. Școală: Roma Descoperit: jud. Gorj, com. ORAȘ BUMBEȘTI-JIU, BUMBEȘTI-JIU, "Gară" - în castrul cu zid de piatră Material: Ag                | Descriere avers: Bust drapat, cap laureat dreapta. Descriere revers: Sol în picioare, capul spre stânga, ținând mâna dreaptă ridicată, iar în stânga globul. Legendă revers: AETER NI TATI AVG. | Muzeul Județean „Alexandru Ștefulescu”, Târgu | Cimec    |
|      | Denar               | Datare: prima jumătate a sec. III p. Chr. Școală: Roma Descoperit: jud. Gorj, com. ORAȘ BUMBEȘTI-JIU, BUMBEȘTI-JIU, "Gară" - în castrul cu zid de piatră Material: Ag                | Descriere avers: Bust drapat, cap laureat, dreapta. Descriere revers: Sol în picioare, capul spre stânga, ținând mâna dreaptă ridicată, iar în mâna stângă globul. Legendă revers: AETER NI TATI AVG. | Muzeul Județean „Alexandru Ștefulescu”, Târgu | Cimec    |
|      | Denar               | Datare: prima jumătate a sec. III p. Chr. Școală: Roma Descoperit: jud. Gorj, com. ORAȘ BUMBEȘTI-JIU, BUMBEȘTI-JIU, "Gară" - în castrul cu zid de piatră Material: Ag                | Descriere avers: Bust drapat, cap laureat dreapta. Descriere revers: Sol în picioare, capul spre stânga, ținând mâna dreaptă ridicată, iar în mâna stângă globul. Legendă revers: AETERNI TATI AVG. | Muzeul Județean „Alexandru Ștefulescu”, Târgu | Cimec    |
|      | Denar               | Datare: prima jumătate a sec III p. Chr. Școală: Roma Descoperit: jud. Gorj, com. ORAȘ BUMBEȘTI-JIU, BUMBEȘTI-JIU, "Gară" - în castrul cu zid de piatră Material: Ag                 | Descriere avers: Bust drapat, cap laureat, dreapta, înscris într-un cerc perlat. Descriere revers: Jupiter în picioare, capul spre dreapta, ține în mâna dreaptă sceptru lung, iar în stânga fulger. Legendă revers: IOVIS STATOR | Muzeul Județean „Alexandru Ștefulescu”, Târgu | Cimec    |
|      | Denar               | Datare: prima jumătate a sec. III p. Chr. Școală: Roma Descoperit: jud. Gorj, com. ORAȘ BUMBEȘTI-JIU, BUMBEȘTI-JIU, "Gară" - în castrul cu zid de piatră Material: Ag                | Descriere avers: Bust drapat, cap laureat, dreapta, înscris într-un cerc perlat. Descriere revers: Jupiter în picioare, capul spre dreapta, ține în mâna dreaptă un sceptru lung, iar în stânga fulger. Legendă revers: IOVIS STATOR | Muzeul Județean „Alexandru Ștefulescu”, Târgu | Cimec    |
|      | Denar               | Datare: prima jumătate a sec. III p. Chr. Școală: Roma Descoperit: jud. Gorj, com. ORAȘ BUMBEȘTI-JIU, BUMBEȘTI-JIU, "Gară" - în castrul cu zid de piatră Material: Ag                | Descriere avers: Bust drapat, cap laureat dreapta. Descriere revers: Hercule, nud, în picioare spre dreapta, ține mâna dreaptă pe șold, iar stânga cu măciuca, sprijinită pe stâncă. Pielea leului alături de măciucă. Legendă revers: VIRTVTI AVGVSTI                                                                                  | Muzeul Județean „Alexandru Ștefulescu”, Târgu | Cimec    |
|      | Denar               | Datare: prima jumătate a sec. III p. Chr. Școală: Roma Descoperit: jud. Gorj, com. ORAȘ BUMBEȘTI-JIU, BUMBEȘTI-JIU, "Gară" - în castrul cu zid de piatră Material: Ag                | Descriere avers: Bust drapat, cap laureat dreapta. Descriere revers: Securitas așezată, stânga, ține sceptrul în mâna dreaptă, sprijinindu-și capul în mâna stângă. Legendă revers: SECVR[IT]AS PVBLICA | Muzeul Județean „Alexandru Ștefulescu”, Târgu | Cimec    |
|      | Denar               | Datare: prima jumătate a sec III p. Chr. Școală: Roma Descoperit: jud. Gorj, com. ORAȘ BUMBEȘTI-JIU, BUMBEȘTI-JIU, "Gară" - în castrul cu zid de piatră Material: Ag                 | Descriere avers: Bust drapat, cap laureat dreapta. Descriere revers: Securitas așezată, stânga, ține sceptrul în mâna dreaptă, spjinindu-și capul în mâna stângă. Legendă revers: SECVRITAS PVBLICA | Muzeul Județean „Alexandru Ștefulescu”, Târgu | Cimec    |
|      | Ducat               | Școală: Veneția Descoperit: jud. Mehedinți, Turnu Severin Material: AV | Descriere avers: Iisus Christos în mandorlă, în câmp st. cinci stele, în câmp dr. patru stele Descriere revers: Sf. Marcu, în picioare, în st., purtând colobion și Evangheliile, oferind stindardul dogelui, aflat în dr., îngenunchiat, purtând mantie și bonetă ducală Legendă revers: AND.R.DANDVLO/DVX/.S.M.VENETI.                | Colecții particulare, Timiș                   | Cimec    |
|      | Ducat               | Școală: Neprecizat din zona egeeană Descoperit: jud. Mehedinți, Turnu Severin Material: AV                                                                                           | Descriere avers: Iisus Christos în mandorlă, în câmp st. cinci stele, în câmp dr. patru stele Descriere revers: Sf. Marcu, în picioare, în st., purtând colobion și Evangheliile, oferind stindardul dogelui, aflat în dr., îngenunchiat, purtând mantie și bonetă ducală Legendă revers: AN.K.DANDVLO/DVX/.SMVENETI.                   | Colecții particulare, Timiș                   | Cimec    |
|      | Ducat               | Școală: Veneția Descoperit: jud. Mehedinți, Turnu Severin Material: AV | Descriere avers: Iisus Christos în mandorlă, în câmp st. cinci stele, în câmp dr. patru stele Descriere revers: Sf. Marcu, în picioare, în st., purtând colobion și Evangheliile, oferind stindardul dogelui, aflat în dr., îngenunchiat, purtând mantie și bonetă ducală Legendă revers: ANDKDANDVLO/DVX/.S.MVENETI.                   | Colecții particulare, Timiș                   | Cimec    |
|      | Ducat               | Școală: Veneția Descoperit: jud. Mehedinți, Turnu Severin Material: AV | Descriere avers: Iisus Christos în mandorlă, în câmp st. cinci stele, în câmp dr. patru stele Descriere revers: Sf. Marcu, în picioare, în st., purtând colobion și Evangheliile, oferind stindardul dogelui, aflat în dr., îngenunchiat, purtând mantie și bonetă ducală Legendă revers: ANDRDANDVLO/DVX/.S.M.VENETI.                  | Colecții particulare, Timiș                   | Cimec    |
|      | Ducat               | Școală: Veneția Descoperit: jud. Mehedinți, Turnu Severin Material: AV | Descriere avers: Iisus Christos în mandorlă, în câmp st. cinci stele, în câmp dr. patru stele Descriere revers: Sf. Marcu, în picioare, în st., purtând colobion și Evangheliile, oferind stindardul dogelui, aflat în dr., îngenunchiat, purtând mantie și bonetă ducală Legendă revers: ANDRDANDVLO/DVX/.SMVENETI.                    | Colecții particulare, Timiș                   | Cimec    |
|      | Ducat               | Școală: Veneția Descoperit: jud. Mehedinți, Turnu Severin Material: AV | Descriere avers: Iisus Christos în mandorlă, în câmp st. cinci stele, în câmp dr. patru stele Descriere revers: Sf. Marcu, în picioare, în st., purtând colobion și Evangheliile, oferind stindardul dogelui, aflat în dr., îngenunchiat, purtând mantie și bonetă ducală Legendă revers: LAVR.CELSI./DVX/.S.M.VENETI.                  | Colecții particulare, Timiș                   | Cimec    |
|      | Ducat               | Școală: Veneția Descoperit: jud. Mehedinți, Turnu Severin Material: AV | Descriere avers: Iisus Christos în mandorlă, în câmp st. cinci stele, în câmp dr. patru stele Descriere revers: Sf. Marcu, în picioare, în st., purtând colobion și Evangheliile, oferind stindardul dogelui, aflat în dr., îngenunchiat, purtând mantie și bonetă ducală Legendă revers: ANTO.VENERIO./DVX/.S.M.VENETI.                | Colecții particulare, Timiș                   | Cimec    |
|      | Ducat               | Școală: Veneția Descoperit: jud. Mehedinți, Turnu Severin Material: AV | Descriere avers: Iisus Christos în mandorlă, în câmp st. cinci stele, în câmp dr. patru stele Descriere revers: Sf. Marcu, în picioare, în st., purtând colobion și Evangheliile, oferind stindardul dogelui, aflat în dr., îngenunchiat, purtând mantie și bonetă ducală Legendă revers: ANTO.VENERIO./DVX/.S.M.VENETI.                | Colecții particulare, Timiș                   | Cimec    |
|      | Ducat               | Școală: Veneția Descoperit: jud. Mehedinți, Turnu Severin Material: AV | Descriere avers: Iisus Christos în mandorlă, în câmp st. cinci stele, în câmp dr. patru stele Descriere revers: Sf. Marcu, în picioare, în st., purtând colobion și Evangheliile, oferind stindardul dogelui, aflat în dr., îngenunchiat, purtând mantie și bonetă ducală Legendă revers: ANTO'VENERIO./DVX/.S.M.VENETI.                | Colecții particulare, Timiș                   | Cimec    |
|      | Ducat               | Școală: Veneția Descoperit: jud. Mehedinți, Turnu Severin Material: AV | Descriere avers: Iisus Christos în mandorlă, în câmp st. cinci stele, în câmp dr. patru stele Descriere revers: Sf. Marcu, în picioare, în stânga, purtând colobion și Evangheliile, oferind stindardul dogelui, aflat în dr., îngenunchiat, purtând mantie și bonetă ducală Legendă revers: ANTO'.VENERIO/DVX/.S.M.VENETI              | Colecții particulare, Timiș                   | Cimec    |
|      | Ducat               | Școală: Veneția Descoperit: jud. Mehedinți, Turnu Severin Material: AV | Descriere avers: Iisus Christos în mandorlă, în câmp st. cinci stele, în câmp dr. patru stele Descriere revers: Sf. Marcu, în picioare, în st., purtând colobion și Evangheliile, oferind stindardul dogelui, aflat în dr., îngenunchiat, purtând mantie și bonetă ducală Legendă revers: ANTO.VENERIO./DVX/.S.M.VENETI                 | Colecții particulare, Timiș                   | Cimec    |
|      | Ducat               | Școală: Veneția Descoperit: jud. Mehedinți, Turnu Severin Material: AV | Descriere avers: Iisus Christos în mandorlă, în câmp st. cinci stele, în câmp dr. patru stele Descriere revers: Sf. Marcu, în picioare, în st., purtând colobion și Evangheliile, oferind stindardul dogelui, aflat în dr., îngenunchiat, purtând mantie și bonetă ducală Legendă revers: MIChAELSTEN'/DVX/.S.M.VENETI                  | Colecții particulare, Timiș                   | Cimec    |
|      | Ducat               | Școală: Veneția Descoperit: jud. Mehedinți, Turnu Severin Material: AV | Descriere avers: Iisus Christos în mandorlă, în câmp st. cinci stele, în câmp dr. patru stele Descriere revers: Sf. Marcu, în picioare, în st., purtând colobion și Evangheliile, oferind stindardul dogelui, aflat în dr., îngenunchiat, purtând mantie și bonetă ducală Legendă revers: MIChAELSTEN'/DVX/.S.M.VENETI                  | Colecții particulare, Timiș                   | Cimec    |
|      | Ducat               | Școală: Veneția Descoperit: jud. Mehedinți, Turnu Severin Material: AV | Descriere avers: Iisus Christos în mandorlă, în câmp st. cinci stele, în câmp dr. patru stele Descriere revers: Sf. Marcu, în picioare, în st., purtând colobion și Evangheliile, oferind stindardul dogelui, aflat în dr., îngenunchiat, purtând mantie și bonetă ducală Legendă revers: MIChAELSTEN'/DVX/.S.M.VENETI                  | Colecții particulare, Timiș                   | Cimec    |
|      | Ducat               | Școală: Veneția Descoperit: jud. Mehedinți, Turnu Severin Material: AV | Descriere avers: Iisus Christos în mandorlă, în câmp st. cinci stele, în câmp dr. patru stele Descriere revers: Sf. Marcu, în picioare, în st., purtând colobion și Evangheliile, oferind stindardul dogelui, aflat în dr., îngenunchiat, purtând mantie și bonetă ducală Legendă revers: MIChAELSTEN'/DVX/.S.M.VENETI                  | Colecții particulare, Timiș                   | Cimec    |
|      | Ducat               | Școală: Veneția Descoperit: jud. Mehedinți, Turnu Severin Material: AV | Descriere avers: Iisus Christos în mandorlă, în câmp st. cinci stele, în câmp dr. patru stele Descriere revers: Sf. Marcu, în picioare, în st., purtând colobion și Evangheliile, oferind stindardul dogelui, aflat în dr., îngenunchiat, purtând mantie și bonetă ducală Legendă revers: MIChAELSTEN'/DVX/.S.M.VENETI                  | Colecții particulare, Timiș                   | Cimec    |
|      | Ducat               | Școală: Veneția Descoperit: jud. Mehedinți, Turnu Severin Material: AV | Descriere avers: Iisus Christos în mandorlă, în câmp st. cinci stele, în câmp dr. patru stele Descriere revers: Sf. Marcu, în picioare, în st., purtând colobion și Evangheliile, oferind stindardul dogelui, aflat în dr., îngenunchiat, purtând mantie și bonetă ducală Legendă revers: MIChAELSTEN'/DVX/.S.M.VENETI                  | Colecții particulare, Timiș                   | Cimec    |
|      | Ducat               | Școală: Veneția Descoperit: jud. Mehedinți, Turnu Severin Material: AV | Descriere avers: Iisus Christos în mandorlă, în câmp st. cinci stele, în câmp dr. patru stele Descriere revers: Sf. Marcu, în picioare, în st., purtând colobion și Evangheliile, oferind stindardul dogelui, aflat în dr., îngenunchiat, purtând mantie și bonetă ducală Legendă revers: MIChAELSTEN'/DVX/.S.M.VENETI                  | Colecții particulare, Timiș                   | Cimec    |
|      | Ducat               | Școală: Veneția Descoperit: jud. Mehedinți, Turnu Severin Material: AV | Descriere avers: Iisus Christos în mandorlă, în câmp st. cinci stele, în câmp dr. patru stele Descriere revers: Sf. Marcu, în picioare, în st., purtând colobion și Evangheliile, oferind stindardul dogelui, aflat în dr., îngenunchiat, purtând mantie și bonetă ducală Legendă revers: TOM'MOCENICO/DVX/.S.M.VENETI                  | Colecții particulare, Timiș                   | Cimec    |
|      | Ducat               | Școală: Veneția Descoperit: jud. Mehedinți, Turnu Severin Material: AV | Descriere avers: Iisus Christos în mandorlă, în câmp st. cinci stele, în câmp dr. patru stele Descriere revers: Sf. Marcu, în picioare, în st., purtând colobion și Evangheliile, oferind stindardul dogelui, aflat în dr., îngenunchiat, purtând mantie și bonetă ducală Legendă revers: TOM.MOCENICO/DVX/.S.M.VENETI                  | Colecții particulare, Timiș                   | Cimec    |
|      | Ducat               | Școală: Veneția Descoperit: jud. Mehedinți, Turnu Severin Material: AV | Descriere avers: Iisus Christos în mandorlă, în câmp st. cinci stele, în câmp dr. patru stele Descriere revers: Sf. Marcu, în picioare, în st., purtând colobion și Evangheliile, oferind stindardul dogelui, aflat în dr., îngenunchiat, purtând mantie și bonetă ducală Legendă revers: TOMMOCENICO/DVX/.S.M.VENETI                   | Colecții particulare, Timiș                   | Cimec    |
|      | Ducat               | Școală: Veneția Descoperit: jud. Mehedinți, Turnu Severin Material: AV | Descriere avers: Iisus Christos în mandorlă, în câmp st. cinci stele, în câmp dr. patru stele Descriere revers: Sf. Marcu, în picioare, în st., purtând colobion și Evangheliile, oferind stindardul dogelui, aflat în dr., îngenunchiat, purtând mantie și bonetă ducală Legendă revers: TOMMOCENICO/DVX/.S.M.VENETI                   | Colecții particulare, Timiș                   | Cimec    |
|      | Ducat               | Școală: Buda Descoperit: jud. Mehedinți, Turnu Severin Material: AV | Descriere avers: Scut scartelat, în cartierele 1 și 3 fascii, în cartierele 2 și 4, acvilă spre st. Descriere revers: Sf. Ladislau nimbat, în picioare, din față, purtând coroană fleurenată, cuirasă, jupă și mantie, ținând în mâna dr. halebarda și în st. glob cruciger, în câmp dr. Monograma B Legendă revers: S.LADISL - AVS.REX | Colecții particulare, Timiș                   | Cimec    |
|      | Ducat               | Școală: Neprecizat din zona egeeană Descoperit: jud. Mehedinți, Turnu Severin Material: AV                                                                                           | Descriere avers: Iisus Christos în mandorlă, în câmp st. cinci stele, în câmp dr. patru stele Descriere revers: Sf. Marcu, în picioare, în st., purtând colobion și Evangheliile, oferind stindardul dogelui, aflat în dr., îngenunchiat, purtând mantie și bonetă ducală Legendă revers: AHDKDANDVO/DVX/N'VENET                        | Colecții particulare, Timiș                   | Cimec    |
|      | Ducat               | Școală: Neprecizat din zona egeeană Descoperit: jud. Mehedinți, Turnu Severin Material: AV                                                                                           | Descriere avers: Iisus Christos în mandorlă, în câmp st. cinci stele, în câmp dr. patru stele Descriere revers: Sf. Marcu, în picioare, în st., purtând colobion și Evangheliile, oferind stindardul dogelui, aflat în dr., îngenunchiat, purtând mantie și bonetă ducală Legendă revers: ANDN'DA.VOAOI./DVX/SNVENET.I                  | Colecții particulare, Timiș                   | Cimec    |
|      | Ducat               | Școală: Neprecizat din zona egeeană Descoperit: jud. Mehedinți, Turnu Severin Material: AV                                                                                           | Descriere avers: Iisus Christos în mandorlă, în câmp st. cinci stele, în câmp dr. patru stele Descriere revers: Sf. Marcu, în picioare, în st., purtând colobion și Evangheliile, oferind stindardul dogelui, aflat în dr., îngenunchiat, purtând mantie și bonetă ducală Legendă revers: ND.IDONDAO/DV/.IIVEHTI                        | Colecții particulare, Timiș                   | Cimec    |
|      | Ducat               | Școală: Neprecizat din zona egeeană Descoperit: jud. Mehedinți, Turnu Severin Material: AV                                                                                           | Descriere avers: Iisus Christos în mandorlă, în câmp st. cinci stele, în câmp dr. patru stele Descriere revers: Sf. Marcu, în picioare, în st., purtând colobion și Evangheliile, oferind stindardul dogelui, aflat în dr., îngenunchiat, purtând mantie și bonetă ducală Legendă revers: RECRZDOIZCO /DVX.SIIVENETI                    | Colecții particulare, Timiș                   | Cimec    |
|      | Ducat               | Școală: Neprecizat din zona egeeană Descoperit: jud. Mehedinți, Turnu Severin Material: AV                                                                                           | Descriere avers: Iisus Christos în mandorlă, în câmp st. cinci stele, în câmp dr. patru stele Descriere revers: Sf. Marcu, în picioare, în st., purtând colobion și Evangheliile, oferind stindardul dogelui, aflat în dr., îngenunchiat, purtând mantie și bonetă ducală Legendă revers: AECPhA.G[Ieo/DVX/.OHVESETI                    | Colecții particulare, Timiș                   | Cimec    |
|      | Ducat               | Școală: Veneția Descoperit: jud. Mehedinți, Turnu Severin Material: AV | Descriere avers: Iisus Christos în mandorlă, în câmp st. cinci stele, în câmp dr. patru stele Descriere revers: Sf. Marcu, în picioare, în st., purtând colobion și Evangheliile, oferind stindardul dogelui, aflat în dr., îngenunchiat, purtând mantie și bonetă ducală Legendă revers: ANTO'VENERIO/DVX/.S.MVENETI                   | Colecții particulare, Timiș                   | Cimec    |
|      | Ducat               | Școală: Veneția Descoperit: jud. Mehedinți, Turnu Severin Material: AV | Descriere avers: Iisus Christos în mandorlă, în câmp st. cinci stele, în câmp dr. patru stele Descriere revers: Sf. Marcu, în picioare, în st., purtând colobion și Evangheliile, oferind stindardul dogelui, aflat în dr., îngenunchiat, purtând mantie și bonetă ducală Legendă revers: MIChAEL'STEN/DVX/.S.MVENETI                   | Colecții particulare, Timiș                   | Cimec    |